# 早乙女碧
早乙女 碧（さおとめ みどり）は日本の女性声優。主にアダルトゲームに声をあてている。

## 出演作品
太字は主役・メインキャラクター

### ゲーム

#### 2010年
- 感染って発情アクメ菌! -精にまみれた女学園-（源凛子[1]）
- ぜったい遵守☆強制子作り許可証!!（九条院楪[2]）
- 中出しスパイの挿入捜査 -子宮の平和は俺が守る!-（七尾奈菜[3]）

#### 2011年
- 姉と妹をいいなりにする10の戒律 〜法も姉妹も犯しつくせ!〜（花咲このは[4]）

#### 2012年
- seal Best collection3 seal vs. Re:verse -俺よりエロい奴に会いに行く…-